# Ruta de Illinois 173
La Ruta de Illinois 173, y abreviada IL 173 (en inglés: Illinois Route 173) es una carretera estatal estadounidense ubicada en el estado de Illinois. La carretera inicia en el oeste desde la IL 137     en Zion hacia el este en la IL 251     en Machesney Park. La carretera tiene una longitud de 106,5 km (66.20 mi).

## Mantenimiento
Al igual que las autopistas interestatales, y las rutas federales y el resto de carreteras estatales, la Ruta de Illinois 173 es administrada y mantenida por el Departamento de Transporte de Illinois por sus siglas en inglés IDOT.

## Cruces
La Ruta de Illinois 173 es atravesada principalmente por la  IL 76  I 90  I 39  US 51 .